# Justizvollzugsanstalt Bielefeld-Brackwede
Die Justizvollzugsanstalt Bielefeld-Brackwede ist eine Anstalt des geschlossenen Vollzuges für Frauen und Männer in Bielefeld-Brackwede. Die Anstalt liegt im Stadtteil Ummeln in Bielefeld im Regierungsbezirk Detmold im Nordosten Nordrhein-Westfalens.

## Geschichte
Die Bauarbeiten zur heutigen Justizvollzugsanstalt Bielefeld-Brackwede begannen 1973. Am 1. Mai 1977 wurde die JVA in Betrieb genommen. In den Jahren 1979 bis 1982 wurde ein zusätzliches Hafthaus mit 26 verstärkt gesicherten Haftplätzen geschaffen, was anlässlich des Deutschen Herbstes notwendig wurde. Auch aus diesem Anlass wurden 
Beobachtungskanzeln an den Mauerecken errichtet. 

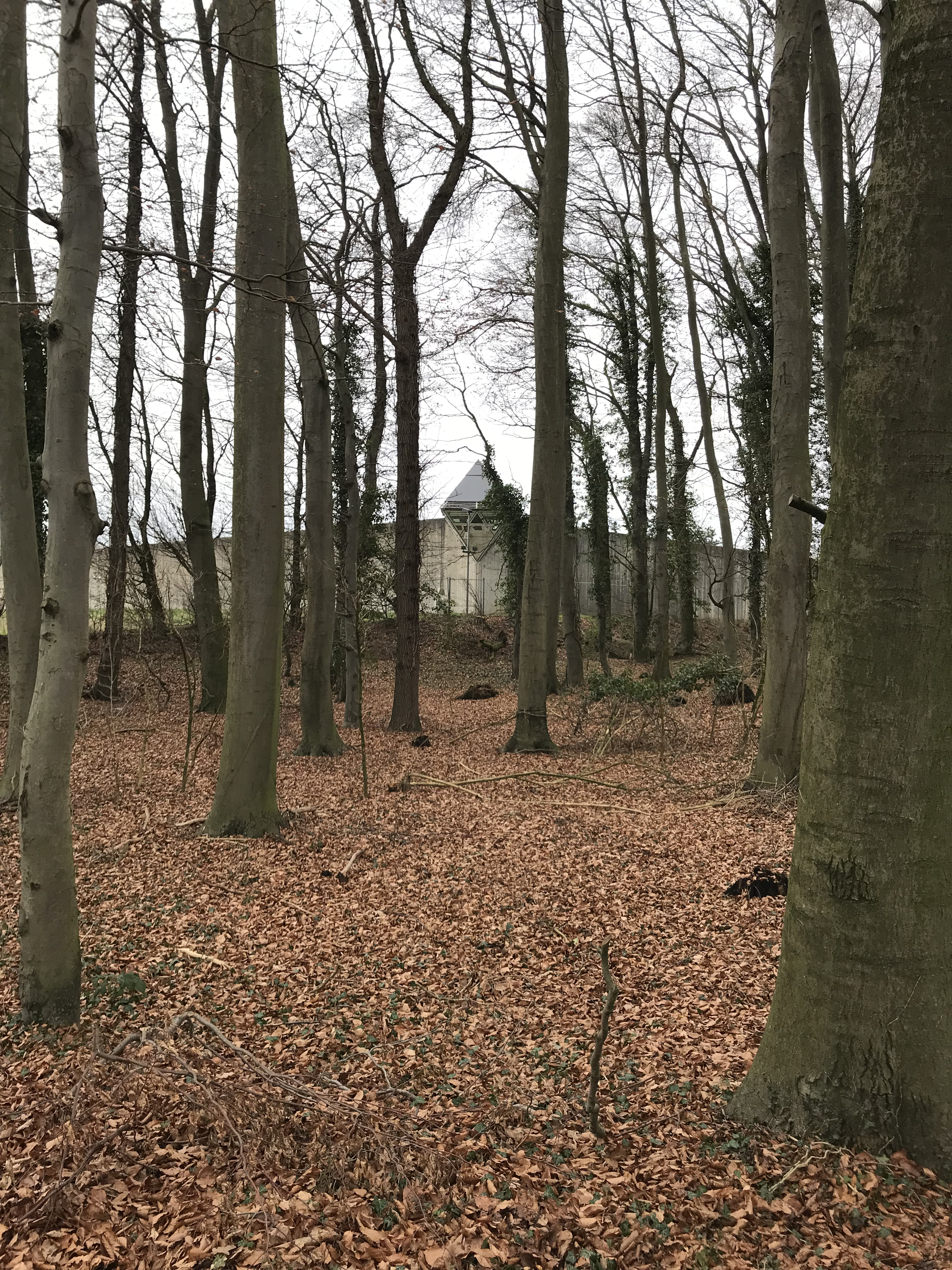
Justizvollzugsanstalt Bielefeld-Brackwede, Wachturm von Südosten aus gesehen

In den Jahren 2000 bis 2002 wurde die Heizungsanlage modernisiert. In den Jahren 2006 und 2007 wurde das gesamte Anstaltsgelände mit einer Kameraüberwachung ausgestattet. 2018 begann die Errichtung eines neuen Haftbaus, der eine Sanierung des Altbaus ermöglichen sollte. Im Mai 2024 waren die Arbeiten an der Erweiterung des Geländes und dem neuen Hafthaus 8 mit 124 zusätzlichen Haftplätzen fertiggestellt. Zu den Neuerungen gehört die Einrichtung einer sozialtherapeutischen Abteilung mit 15 Haftplätzen.

## Anstalt und Belegung
Gesamtfläche: 103.167 m2
Länge der Außenmauer: 850 Meter
Bauweise: zwei- bzw. dreigeschossige Kammbauweise

### Hafthäuser
- 5 Hafthäuser für männl. Gefangene (Häuser 1–4 und 8)
- 1 Hafthaus für weibliche Gefangene (Haus 5)
- 1 verstärkt gesicherter Haftbereich (Haus 6)
- 1 Transportabteilung (Haus 7)

### Belegungsfähigkeit
- 598 männliche Gefangene
- 68 weibliche Gefangene

### Haftraumgröße
- Einzelhaftraum: ca. 8,40 m2 (in Hafthaus 8: 10,26 m2)
- Gemeinschaftshaftraum: ca. 26,50 m2 (in Hafthaus 8: 28,48 m2)[6]

## Zuständigkeit
Die JVA Bielefeld-Brackwede ist zuständig für die Vollstreckung von:
- Freiheitsstrafe, Untersuchungshaft, Auslieferungs- und Durchlieferungshaft an erwachsenen Frauen
- Untersuchungshaft, Auslieferungs-, Durchlieferungshaft und Zivilhaft an erwachsenen Männern
- Freiheitsstrafe (Regelvollzug) von drei Monaten bis einschließlich zwei Jahre
- Freiheitsstrafe von mehr als zwei Jahren entsprechend dem Ergebnis des Einweisungsverfahrens
- Freiheitsstrafe von mehr als 48 Monaten an Ausländern[7]

Die Zuständigkeiten der Justizvollzugsanstalten in Nordrhein-Westfalen sind im Vollstreckungsplan des Landes NRW geregelt (AV d. JM v. 16. September 2003 – 4431 – IV B. 28 -).

## Ausbildung und Weiterbildung
Die JVA Bielefeld-Brackwede bietet die Berufsausbildung für Gefangene an. Es stehen 12 Ausbildungsplätze zur Verfügung. Träger der Ausbildungsmaßnahmen ist das Berufsförderungswerk des Deutschen Gewerkschaftsbundes. In der JVA Bielefeld-Brackwede wird zum Koch und zur Köchin ausgebildet.